# Списак оригиналних филмова Disney+-а
Disney+ глобални је добављач интернет стриминг медија на захтев, у власништву и под управом Disney-ја, који дистрибуира бројне оригиналне програме који укључују оригиналне серије, специјале, мини-серије, документарне филмове и филмове.

## Дугометражни филмови
| Српски наслов                                | Оригинални наслов                    | Жанр                                      | Датум издања        | Трајање         |
| -------------------------------------------- | ------------------------------------ | ----------------------------------------- | ------------------- | --------------- |
| Маза и Луња                                  |                                      | љубавни мјузикл                           | 12. новембар 2019.  | 1 сат, 43 мин.  |
| Ноел                                         |                                      | фантастична комедија                      | 12. новембар 2019.  | 1 сат, 40 мин.  |
| Того                                         |                                      | авантуристичка драма                      | 20. децембар 2019.  | 1 сат, 53 мин.  |
| Н/Д                                          |                                      | комедија                                  | 7. фебруар 2020.    | 1 сат, 39 мин.  |
| Н/Д                                          | Stargirl                             | џубокс мјузикл/љубавна драма              | 13. март 2020.      | 1 сат, 47 мин.  |
| Артемис Фаул                                 |                                      | фантастична авантура                      | 12. јун 2020.       | 1 сат, 35 мин.  |
| Хамилтон                                     | Hamilton                             | мјузикл                                   | 3. јул 2020.        | 2 сата, 40 мин. |
| Н/Д                                          |                                      | породична комедија                        | 14. август 2020.    | 1 сат, 40 мин.  |
| Иван, један једини                           | The One and Only Ivan                | фантастична драма                         | 21. август 2020.    | 1 сат, 35 мин.  |
| Финеас и Ферб филм: Кендис против универзума |                                      | анимирани мјузикл авантуристичка комедија | 28. август 2020.    | 1 сат, 25 мин.  |
| Н/Д                                          | Secret Society of Second-Born Royals | суперхерој                                | 25. септембар 2020. | 1 сат, 39 мин.  |
| Н/Д                                          |                                      | мјузикл драма                             | 16. октобар 2020.   | 2 сата, 2 мин.  |
| Н/Д                                          |                                      | драма                                     | 27. новембар 2020.  | 1 сат, 50 мин.  |
| Н/Д                                          |                                      | фантастична комедија                      | 4. децембар 2020.   | 1 сат, 53 мин.  |
| Н/Д                                          |                                      | спортска драма                            | 11. децембар 2020.  | 2 сата, 2 мин.  |
| Душа                                         |                                      | анимирана драмедија                       | 25. децембар 2020.  | 1 сат, 41 мин.  |
| Н/Д                                          |                                      | породична комедија                        | 19. фебруар 2021.   | 1 сат, 35 мин.  |
| Лука                                         |                                      | анимирана фантастична комедија            | 18. јун 2021.       | 1 сат, 35 мин.  |
| Сам у кући 6                                 |                                      | породична комедија                        | 12. новембар 2021.  | 1 сат, 35 мин.  |
| Дневник Шоњавка                              |                                      | анимирана комедија                        | 3. децембар 2021.   | 58 мин.         |